# Émilie Gral
Pour les articles homonymes, voir Gral.
Émilie Gral, née le 2 août 1986 à Saint-Affrique (Aveyron), est une sportive de haut niveau en natation handisport, recordwoman du monde en 400 m quatre nages et femme politique française.
Après ce parcours en natation, elle intègre en 2018 l'équipe de France de paratriathlon. Au classement mondial de paratriathlon, elle est classée au 8ème rang mondial.
En cyclisme, elle devient championne de France de contre-la-montre en 2025.

## Biographie
Émilie Gral participe aux Jeux paralympiques d'Athènes en 2004 et de Pékin en 2008.
Elle est candidate aux régionales de 2010 sur la liste conduite par Brigitte Barèges.
En mars 2015, elle est élue conseillère départementale du canton de Saint-Affrique en tandem avec Sébastien David,. Elle est la benjamine de l'Assemblée départementale. Elle est vice-présidente de la commission chargée du Sport.
En juin 2020, elle est élue adjointe au maire de Saint-Affrique, chargée du sport et de l'environnement, dans l'équipe du maire Sébastien David.
A cette même date, elle devient conseillère communautaire au sein de la Communauté de Communes du Saint-Affricain, Roquefort, 7 Vallons.
En juin 2021, elle est réélue conseillère départementale du canton de Saint-Affrique avec 55,7% des voix, en binôme avec Sébastien David, maire de Saint-Affrique. Elle reste la benjamine de l'Assemblée départementale, pour le second mandat consécutif.

## Résultats internationaux
| Compétition                | année | Nage           | Place |
| -------------------------- | ----- | -------------- | ----- |
| Jeux paralympiques Athènes | 2004  | 200 m 4 nages  | 4     |
| Jeux paralympiques Athènes | 2004  | 100 m papillon | 4     |
| Championnat du monde       | 2006  | 100 m papillon | 3     |
| Jeux paralympiques Pékin   | 2008  | 200 m 4 nages  | 5     |
| Championnat d'Europe       | 2009  | 200 m 4 nages  | 2     |
| Championnat d'Europe       | 2011  | 100 m dos      | 3     |